# Seznam ruskih skladateljev
Seznam ruskih skladateljev.

## A
- Aleksej Ajgi (1971 –)
- Aleksander Vasiljevič Aleksandrov (1883 – 1946)
- Boris Aleksandrovič Aleksandrov (1905 – 1994)
- Vladimir Aleksandrovič Aleksandrov (1910 – 1978)
- Aleksander Aleksandrovič Aljabjev (1787 – 1851)
- Vladimir Anisimov (1950 –)
- Tanja Anisimova (1966 –)
- Jurij Mihajlovič Antonov (1945 –)
- Boris Aleksandrovič Arapov (1905 – 1992)
- Anton Stepanovič Arenski (1861 – 1906)
- Aleksandr Arhangelski (1846 – 1924)
- Artemij Artemjev (1966 –)
- Eduard Nikolajevič Artemjev (1937 –)
- Vjačeslav Artjomov (1940 –)
- Boris Vladimirovič Asafjev (1884 – 1949)
- Vladimir Aškenazi (1937 –)

## B
- Arno Babadžanjan (1921 – 1983) (Armenec)
- Aleksander Bakši (1952 –)
- Milij Aleksejevič Balakirjev (1837 – 1910)
- Andrej Balančivazde (1906 – 1992) (Gruzinec)
- Meliton Balančivadze (1862 – 1937) (Gruzinec)
- Venjamin Basner (1925 – 1996)
- Maksim Berezovski (1745 – 1777)
- Anastasja Bespalova
- Vasilij Bezekirski (1835 – 1919)
- Vladimir Bitkin
- Matvej Isaakovič Blanter (1903 – 1990)
- Anatolij Vasiljevič Bogatirjov (1913 – 2003) (Belorus)
- Semjon Semjonovič Bogatirjov (1890 – 1960)
- Valerjan Bogdanov-Berezovski (1903 – 1971)
- Nikita Vladimirovič Bogoslovski (1913 – 2004)
- Aleksander Porfirjevič Borodin (1833 – 1887)
- Dimitrij Stepanovič Bortnjanski (1751 – 1825)
- Valerij Brainin-Passek (1948 –)

## C
- Cesar Antonovič Kjuj (César Cui) (1835 – 1918)
- Vladimir Cibin (1877 – 1949)

## Č
- Aleksander Vladimirovič Čajkovski (1946 –)
- Peter Iljič Čajkovski (1840 – 1893)
- Aleksander Nikolajevič Čerepnin (1899 – 1977)
- Nikolaj Nikolajevič Čerepnin (1873 – 1945)
- Semjon Černecki (1881 – 1950)
- Pavel Grigorjevič Česnokov (1877 – 1944)
- Mihail Čulaki (1908 – 1989)

## D
- Konstantin Fjodorovič Dankevič (1905 – 1984)
- Vladimir Daškevič (1934 –)
- Stepan Degtjarjev (1766 – 1813)
- Edison Vasiljevič Denisov (1929 – 1996)
- Vjačeslav Dobrinin (1946 –)
- Isaj Aleksandrovič Dobroven (1891 – 1953)
- Aleksander Dragomižski (1813 – 1869)
- Isaak Osipovič Dunajevski (1900 – 1955)
- Maksim Isaakovič Dunajevski (1945 –)
- Ivan Ivanovič Dzeržinski (1909 – 1978)

## E
- Jakov Andrejevič Ešpaj (1890 – 1963)
- Andrej Jakovljevič Ešpaj (1925 – 2015)

## F
- Jurij Aleksandrovič Falik (1936 – 2009)
- Oskar Borisovič Felcman (1921 – 2013)
- John Field (1782 – 1837) (irsko-ruski)
- Jelena Firsova (1950 –)
- Boris Fomin (1900 – 1948)
- Jevstignej Fomin (1761 – 1800)
- Mark Fradkin (1914 – 1990)
- Jan Frenkel (1920 – 1989)

## G
- Vjačeslav Ganelin (1944 –)
- Valerij Gavrilin (1939 – 1999)
- Gennadij Igorjevič Gladkov (1935 –)
- Aleksander Konstantinovič Glazunov (1865 – 1936)
- Jevgenij Glebov (1929 – 2000)
- Reinhold Morisevič Glière (1874 – 1956)
- Mihail Ivanovič Glinka (1804 – 1857)
- Aleksander Goedicke (1877 – 1957)
- Nikolaj Golovanov (1891 – 1953)
- Aleksandr Gradski (Gradsky) (1949 – 2021) (kantavtor, rock pevec ..)
- Boris Grebenščikov (1953 –)
- Aleksander Tihomirovič Grečaninov (1864 – 1956) (kasneje v Franciji in ZDA)
- Aleksander Sergejevič Gribojedov (1795 – 1829)
- Sofija Gubajdulina (1931 –) (Tatarka po očetu)

## H
- Aram Hačaturjan (1903 – 1978) (Armenec)
- Ivan Jevstafjevič Handoškin (1747 – 1804)
- Rafail Hozak (1928 – 1989)
- Leonid Hrabovski (1935 –) (Ukrajina)
- Tihon Nikolajevič Hrennikov (1913 – 2007)

## I
- Mihail Ippolitov-Ivanov (1859 – 1935)
- Mihail Isakovski (1900 – 1973)

## J
- Leonid Jaroševski (1960 –)

## K
- Dimitrij Borisovič Kabalevski (1904 – 1987)
- Vasilij Sergejevič Kalinnikov (1866 – 1901)
- Jurij Kasparov (1955 –)
- Aleksander Dmitrijevič Kastalski (1856 – 1926)
- Ilja Jevgenjevič Katajev (1939 – 2009)
- Cesar Antonovič Kjuj (César Cui) (1835 – 1918)
- Vladislav Ivanovič Kladnicki (1932 – 2015)
- Aleksander Aronovič Knaifel (1943 –)
- Lev Konstantinovič Knipper (1898 – 1974)
- Vladimir Kobekin (1947 –)
- Nikolaj Korndorf (1947 – 2001)
- Serge Koussevitzky (Sergej Kusevicki, 1874–1951) (rusko-ameriški)
- Marian Koval (1907 – 1971)
- Aleksej Kozlov (1935 –) (jazz-saksofonist)
- Osip Antonovič Kozlovski (1757 – 1831)
- Aleksander Abramovič Krejn (1883 – 1951)
- Anatolij Kroll
- Jevgenij Pavlovič Krilatov (1934 – 2019)
- Igor Krutoj (1954 –)
- Sergej Kurjohin (1954–1996)

## L
- Ivan Petrovič Larionov (1830 – 1889) (Kalinka)
- Viktor Mihajlovič Lebedjev (1935 – 2021)
- Konstantin Listov (1900 – 1983)
- Anatolij Konstantinovič Ljadov (1855 – 1914)
- Aleksandr Lokšin (1920 – 1987)
- Oleg Leonidovič Lundstrem (1916 – 2005)
- Aleksej Lvov (1799 – 1870)

## M
- Boris Sergejevič Majzel' (1907 – 1986)
- Witold Maliszewski (1873 – 1939)
- Vladimir Martinov (1946 –)
- Mihail Vasiljevič Matjušin (1861 – 1934)
- Nikolaj Karlovič Metner (1880 – 1951)
- Mark Minkov (1944 – 2012)
- Nikolaj Jakovljevič Mjaskovski (1881 – 1950)
- Boris Mokrousov (1909 – 1968)
- Aleksandr Vasiljevič Mosolov (1900 – 1973)
- Vano Muradeli (1908 – 1970) (Gruzinec)
- Modest Petrovič Musorgski (1839 – 1881)

## N
- Aleksandr S. Nikitin (1971 –)
- Igor Jurjevič Nikolajev (1960 –)
- Leonid Vladimirovič Nikolajev (1878 – 1942)
- Tatjana Petrovna Nikolajeva (1924 – 1993)
- Anatolij Grigorjevič Novikov (1896 – 1984)

## O
- Nikolaj Borisovič Obuhov (1892 – 1954) (rus.-franc.)
- Vjačeslav Ovčinnikov (1936 – 2019)

## P
- Pavel (Christian Georg Paul) Pabst (1854 – 1897)
- Aleksandra Nikolajevna Pahmutova (1929 –)
- Vasilij Aleksejevič Paškevič (1742 – 1797)
- Sergej Pavlenko
- Andrej Pavlovič Petrov (1930 – 2006)
- Mihail Vasiljevič Pletnjov (1957 –)
- Mihail Pljackovski (1935 – 1991) (pisec skladb?)
- Daniil Pokrass (1905 – 1954)
- Dmitrij Pokrass (1899 – 1978)
- Kirill Vladimirovič Pokrovski (1962 – 2015)
- Gavriil Popov (1904 – 1972)
- Jurij Potejenko (1960 –)
- Sergej Sergejevič Prokofjev (1891 – 1953)

## R
- Sergej Vasiljevič Rahmaninov (1873 – 1943)
- Aleksandr Raskatov (1953 –)
- Vladimir Ivanovič Rebikov (1866 – 1920)
- Nikolaj Andrejevič Rimski-Korsakov (1844 – 1908)
- Nadežda Nikolajevna Rimskaja-Korsakova (1848 – 1919)
- Aleksandr Vsevolodovič Rjazanov (1908 – 1987)
- Pjotr Borisovič Rjazanov (1899 – 1942)
- Sergej Rodionov (1952 –)
- Anton Rovner (1970 –) (rusko-ameriški)
- Larisa Rubalska(ja) (1945 –)
- Nikolaj Rubinstein (Николай Рубинштейн) (1835 – 1881)
- Anton Rubinstein (Анто́н Рубинште́йн) (1829 – 1894)

## S
- Vasilij Iljič Safonov (1852 – 1918)
- Oskar Sandler (1910 – 1981)
- Jurij Saulski (1928 – 2003)
- Aleksandr Nikolajevič Serov (1820 – 1871)
- Vladislav Shoot (1941 –) (rusko-britanski)
- Nikolaj Sidelnikov (1930 – 1992)
- Aleksandr Siloti (Ziloti) (1863 – 1945)
- Aleksander Nikolajevič Skrjabin (1872 – 1915)
- Nikolaj Leonidovič Slonimski (Nicolas Slonimsky) (1894 – 1995) (rusko-ameriški)
- Sergej Mihajlovič Slonimski (1932 – 2020)
- Dmitrij (Nikolajevič) Smirnov (-Sadovsky) (1948 – 2020)
- Dimitrij Savovič Smirnov (1952 –)
- Ivan Glebovič Sokolov (1960 –)
- Nikolaj Aleksandrovič Sokolov (1859 – 1922)
- Vasilij Pavlovič Solovjov-Sedoj (1907 – 1979)
- Igor Fjodorovič Stravinski (1882 – 1971)
- Jevgenij Fjodorovič Svetlanov (1928 – 2002)
- Georgij Vasiljevič Sviridov (1915 – 1998)
- Viktor Jevsejevič Suslin (1942 – 2012)

## Š
- Vladimir Šainski (1925 – 2017)
- Jurij Aleksandrovič Šaporin (1887 – 1966)
- Rodion Konstantinovič Ščedrin (1932 –)
- Vladimir Ščerbačov (1889 – 1952)
- Visarion Jakovljevič Šebalin (1902 – 1963)
- Maksimilian Štejnberg (Maximilian Steinberg) (1883 – 1946)
- Alfred Garijevič Šnitke (1934 – 1998)
- Dmitrij Dmitrijevič Šostakovič (1906 – 1975)
- Lev Aleksandrovič Švarc (1898 – 1962)

## T
- Aleksander Tanejev (1850 – 1918)
- Sergej Ivanovič Tanejev (1856 – 1915)
- Vladimir Tarasov (1947 –)
- Mikael Tariverdiev (1931 – 1996) (Gruzinec)
- Vladimir Tarnopolski (1955 –)
- Dmitri Tiomkin (1894 – 1979) (rus.-ameriški)
- Boris Ivanovič Tiščenko (1939 –)
- Dmitrij Aleksejevič Tolstoj (1923 – 2003)
- Sergej Lvovič Tolstoj (1863 – 1947)
- Daniil Trifonov (1991 –)
- David Tuhmanov (1940 –)

## V
- Mojsej Samuilovič Vajnberg (Mieczysław Weinberg) (1919 – 1996)
- Sergej Nikiforovič Vasiljenko (1872 – 1956)
- Vladimir Vavilov (1925 – 1973)
- Vasilij Velikanov
- Aleksander Mojsejevič Veprik (1899 – 1958)
- Artem Verdel (1767 – 1808)
- Vladimir Semjonovič Visocki (1938 – 1980)
- Vjačeslav Volkov ?
- Aleksandr Kuzmič Vustin (1943 –)

## Z
- Aleksandr Sergejevič Zacepin (1926 –)
- Vladimir Grigorjevič Zaharov (1901 – 1956)

## Ž
- Nazib Žiganov/Näcip Ğayaz ulı Cihanov (1911 – 1988) (Tatar)
- Lev Žurbin (1978 –)